# Idiocerella obscura
Idiocerella obscura är en insektsart som beskrevs av Evans 1941. Idiocerella obscura ingår i släktet Idiocerella och familjen dvärgstritar. Inga underarter finns listade i Catalogue of Life.